# 1 Chance sur 2
Duas chances em uma (título original: 1 Chance sur 2) é um filme francês lançado em 1998, dirigido por Patrice Leconte, com Jean-Paul Belmondo, Alain Delon e Vanessa Paradis no elenco. Mais de um milhão de pessoas assistiram o filme na França em sua estreia.

## Sinopse
Após ficar na prisão por 8 meses, Alice Tomaso (Vanessa Paradis) é solta. Sua mãe, que acaba de morrer, lhe deixa uma pista do mistério de seu nascimento. Alice jamais conheceu seu pai e descobre que há 20 anos, sua mãe tinha amado 2 homens ao mesmo tempo, Léo Brassac (Jean-Paul Belmondo) e Julien Vignal (Alain Delon), e um dos dois a concebeu sem saber. Ao partir atrás da verdade, Vanessa e os dois homens acabam se envolvendo em uma briga com a máfia russa.

## Elenco
| Ator               | Papel         |
| ------------------ | ------------- |
| Jean-Paul Belmondo | Léo Brassac   |
| Alain Delon        | Julien Vignal |
| Vanessa Paradis    | Alice Tomaso  |
| Michel Aumont      | Ledoyen       |
| Eric Defosse       | Carella       |